# Liste der Baudenkmäler in St. Pankraz (Südtirol)
Die Liste der Baudenkmäler in St. Pankraz (italienisch San Pancrazio) enthält die 23 als Baudenkmäler ausgewiesenen Objekte auf dem Gebiet der Gemeinde St. Pankraz in Südtirol.
Basis ist das im Internet einsehbare offizielle Verzeichnis der Baudenkmäler in Südtirol. Dabei kann es sich beispielsweise um Sakralbauten, Wohnhäuser, Bauernhöfe und Adelsansitze handeln. Die Reihenfolge in dieser Liste orientiert sich an der Bezeichnung, alternativ ist sie auch nach der Adresse oder dem Datum der Unterschutzstellung sortierbar.

## Liste
| Foto |                 | Bezeichnung                                                                       | Standort                    | Eintragung                   | Beschreibung | Metadaten                                              |
| ---- | --------------- | --------------------------------------------------------------------------------- | --------------------------- | ---------------------------- | --- | ------------------------------------------------------ |
| BW   | Datei hochladen | Auf der Klaus ID: 17102                                                           | 46° 36′ 12″ N, 11° 6′ 14″ O | 25. Juni 1989 (BLR-LAB 3799) | Ländliches Wohnhaus/Bauernhof | KG: Sankt Pankraz Bauparzelle: 120                     |
| BW   | Datei hochladen | Außerkaserbach ID: 17109                                                          | 46° 34′ 25″ N, 11° 2′ 6″ O  | 25. Juni 1989 (BLR-LAB 3799) | Ländliches Wohnhaus/Bauernhof | KG: Sankt Pankraz Bauparzelle: 245                     |
| ja   | Datei hochladen | Bäckerhaus ID: 17098                                                              | 46° 35′ 7″ N, 11° 5′ 13″ O  | 25. Juni 1989 (BLR-LAB 3799) | Ländliches Wohnhaus/Bauernhof | KG: Sankt Pankraz Bauparzelle: 45                      |
| ja   | Datei hochladen | Baumannhof bei Eschenlohe ID: 17100                                               | 46° 35′ 48″ N, 11° 5′ 50″ O | 25. Juni 1989 (BLR-LAB 3799) | Tarneller-Nr. 3581 Ländliches Wohnhaus/Bauernhof | KG: Sankt Pankraz Bauparzelle: 113                     |
| BW   | Datei hochladen | Bildstock beim Vordermann ID: 17105                                               | 46° 35′ 5″ N, 11° 4′ 26″ O  | 25. Juni 1989 (BLR-LAB 3799) | Bildstock | KG: Sankt Pankraz Bauparzelle: 213                     |
| BW   | Datei hochladen | Dusengrabl ID: 17099                                                              | 46° 34′ 21″ N, 11° 4′ 23″ O | 25. Juni 1989 (BLR-LAB 3799) | Ländliches Wohnhaus/Bauernhof | KG: Sankt Pankraz Bauparzelle: 57                      |
| ja   | Datei hochladen | Eschenlohe ID: 17115                                                              | 46° 35′ 50″ N, 11° 5′ 54″ O | 17. Okt. 1988 (BLR-LAB 6774) | Burgruine Tarneller-Nr. 3582 | KG: Sankt Pankraz Bauparzelle: 719 Grundparzelle: 659  |
| ja   | Datei hochladen | Frühmeßhaus ID: 17096                                                             | 46° 35′ 12″ N, 11° 5′ 13″ O | 25. Juni 1982 (BLR-LAB 3799) | Ländliches Wohnhaus/Bauernhof Tarneller-Nr. 3586 | KG: Sankt Pankraz Bauparzelle: 33                      |
| ja   | Datei hochladen | Gasthaus Innerwirt ID: 17097                                                      | 46° 35′ 9″ N, 11° 5′ 14″ O  | 25. Juni 1989 (BLR-LAB 3799) | Tarneller-Nr. 3589 Gasthaus | KG: Sankt Pankraz Bauparzelle: 41/1                    |
| BW   | Datei hochladen | Grub ID: 17108                                                                    | 46° 34′ 30″ N, 11° 3′ 3″ O  | 25. Juni 1989 (BLR-LAB 3799) | Ländliches Wohnhaus/Bauernhof | KG: Sankt Pankraz Bauparzelle: 242                     |
| BW   | Datei hochladen | Halsmann mit Mühle und Wirtschaftsgebäude ID: 17107                               | 46° 34′ 51″ N, 11° 3′ 7″ O  | 25. Juni 1989 (BLR-LAB 3799) | Ländliches Wohnhaus/Bauernhof | KG: Sankt Pankraz Bauparzelle: 241                     |
| BW   | Datei hochladen | Hauser ID: 17110                                                                  | 46° 33′ 34″ N, 11° 2′ 37″ O | 25. Juni 1989 (BLR-LAB 3799) | Ländliches Wohnhaus/Bauernhof | KG: Sankt Pankraz Bauparzelle: 271                     |
| BW   | Datei hochladen | Häusl am Stein ID: 17113                                                          | 46° 34′ 25″ N, 11° 4′ 35″ O | 27. Aug. 1957 (MD)           | Tarneller-Nr. 3660 Ländliches Wohnhaus/Bauernhof | KG: Sankt Pankraz Bauparzelle: 382                     |
| BW   | Datei hochladen | Innergrub mit Wirtschaftsgebäude ID: 17114                                        | 46° 33′ 58″ N, 11° 4′ 53″ O | 25. Juni 1989 (BLR-LAB 3799) | Ländliches Wohnhaus/Bauernhof | KG: Sankt Pankraz Bauparzelle: 397                     |
| BW   | Datei hochladen | Kornkasten beim Hanekamp ID: 17101                                                | 46° 36′ 2″ N, 11° 6′ 21″ O  | 25. Juni 1989 (BLR-LAB 3799) | Kornkasten | KG: Sankt Pankraz Bauparzelle: 117                     |
| BW   | Datei hochladen | Mair in der Gegend mit Kornkasten und Wirtschaftsgebäude ID: 17104                | 46° 36′ 39″ N, 11° 6′ 44″ O | 25. Juni 1989 (BLR-LAB 3799) | Zweigeschossiges Wohnhaus mit offenem Holzgiebel, Wirtschaftsgebäude und Kornkasten. Hauptgeschoss und Kornkasten 16. Jahrhundert, Obergeschoss um 1700 aufgestockt. Wirtschaftsgebäude: Inschrift Elisabeth Hallerin und Jahreszahl 1788. | KG: Sankt Pankraz Bauparzelle: 162                     |
| BW   | Datei hochladen | Mittereggen ID: 17111                                                             | 46° 33′ 29″ N, 11° 3′ 38″ O | 25. Juni 1989 (BLR-LAB 3799) | Ländliches Wohnhaus/Bauernhof | KG: Sankt Pankraz Bauparzelle: 301                     |
| BW   | Datei hochladen | Niederhaus ID: 17095                                                              | 46° 35′ 14″ N, 11° 5′ 14″ O | 31. Aug. 1987 (BLR-LAB 5230) | Ländliches Wohnhaus/Bauernhof | KG: Sankt Pankraz Bauparzelle: 20                      |
| ja   | Datei hochladen | Pfarrkirche St. Pankraz mit Friedhofskapelle St. Sebastian und Friedhof ID: 17093 | 46° 35′ 10″ N, 11° 5′ 13″ O | 25. Juni 1989 (BLR-LAB 3799) | Kirche | KG: Sankt Pankraz Bauparzelle: 1, 2                    |
| ja   | Datei hochladen | Pfleghaus ID: 17094                                                               | 46° 35′ 11″ N, 11° 5′ 11″ O | 25. Juni 1989 (BLR-LAB 3799) | Tarneller-Nr. 3591 Ländliches Wohnhaus/Bauernhof | KG: Sankt Pankraz Bauparzelle: 4/1, 4/2, 4/3, 4/4, 877 |
| ja   | Datei hochladen | St. Cosmas und Damian in Mitterbad ID: 17112                                      | 46° 33′ 16″ N, 11° 4′ 0″ O  | 25. Juni 1989 (BLR-LAB 3799) | Kirche | KG: Sankt Pankraz Bauparzelle: 329                     |
| ja   | Datei hochladen | St. Helena ID: 17106                                                              | 46° 34′ 47″ N, 11° 3′ 27″ O | 25. Juni 1989 (BLR-LAB 3799) | Kirche | KG: Sankt Pankraz Bauparzelle: 240                     |
| BW   | Datei hochladen | Unter-Außerhof ID: 17103                                                          | 46° 36′ 43″ N, 11° 7′ 22″ O | 25. Juni 1989 (BLR-LAB 3799) | Ländliches Wohnhaus/Bauernhof | KG: Sankt Pankraz Bauparzelle: 151                     |

Falls bei einem Baudenkmal keine Koordinaten bekannt sind, werden ersatzweise die Katasterdaten zum Zeitpunkt der Unterschutzstellung angegeben. Diese sind weder offiziell noch zwingend aktuell.
Die vom Landesdenkmalamt übernommenen Adressen können veraltet sein.
| Foto:   | Fotografie des Denkmals. Klicken des Fotos erzeugt eine vergrößerte Ansicht. Daneben finden sich zwei Symbole: |
| ID      | Identifikator beim Südtiroler Landesdenkmalamt                                                                 |
| KG      | Katastralgemeinde                                                                                              |
| MD      | Ministerialdekret                                                                                              |
| BLR-LAB | Beschluss der Landesregierung – Landesausschussbeschluss                                                       |